# Вулиця Горіхова (Черкаси)
Вулиця Горі́хова — одна з вулиць у місті Черкаси. Знаходиться у мікрорайоні Дахнівка.

## Розташування
Вулиця починається від вулиці Набережної і простягається східно вигнутою дугою на південь до Романа Шухевича. До вулиці примикає вулиця Затишна, а також вона перетинається з вулицею Євгена Коновальця.

## Опис
Вулиця неширока та неасфальтована, забудована приватними будинками.

## Історія
До 1983 року вулиця називалась на честь російського письменника Пушкіна, а після приєднання села Дахнівки до міста Черкаси перейменована на честь Маршала Рокосовського. 22 лютого 2016 року в процесі декомунізації була перейменована на сучасну назву через те, що тут у значній кількості зростають дерева горіха.